# Ospitone
Ospitone o Hospitone (in latino Hospiton) (fl. VI secolo) è stato un nobile e capo dei sardi barbaricini, vissuto nella seconda metà del VI secolo, all'epoca della dominazione bizantina; è citato da papa Gregorio Magno in un'epistola come dux barbaricinorum (Duce dei barbaricini).

## Biografia
Di lui si hanno poche informazioni storiche e la sua figura è di difficile localizzazione geografica. La tradizione più ricorrente vuole che egli risiedesse sui monti della Barbagia di Ollolai, a nord del Gennargentu,  vicino alla quale i bizantini presidiavano Forum Traiani (l'odierna Fordongianus). Altri pensano che la residenza fosse nella Barbagia di Seulo, fondando la loro tesi sull'ipotesi che Ospitone possa derivare dalla famiglia degli "Ospitalis", ovvero da Tarcutius Hospitalis, ex gregale (marinaio della flotta), figlio di Tarsalia, nato a Caralis ex Sardinia, il cui congedo militare in bronzo venne ritrovato proprio nel paese di Seulo (capitale della Barbagia Meridionale) e risalente a qualche secolo prima della famosa lettera al duce dei barbaricini. Tale congedo è conservato nel museo archeologico di Cagliari. Altri ancora ritengono che la sede fosse nella Barbagia di Belvì. 
Gli unici dati certi si ricavano dall'epistolario di papa Gregorio Magno: all'epoca Ospitone era in guerra contro il comandante bizantino Zabarda, di stanza a Forum Traiani, il quale era impegnato a concludere la pace con la popolazione barbaricina stipulando un patto che prevedeva anche la conversione del popolo al cattolicesimo, cosa cara al pontefice vescovo di Roma.
Il nome appare in un'epistola datata maggio 594, in cui Gregorio Magno si rivolge al Dux Hospiton, unico seguace di Cristo in quel popolo di pagani, affinché accolga benevolmente il vescovo Felice e l'abate Ciriaco a lui inviati per convertire i Barbaricini che, ancora come insensati animali, adoravano pietre e legni. Non si hanno tuttavia notizie di un'eventuale risposta di Ospitone.
Dalla missiva pontificia si comprende che, al di là del limes che separava la Romèa (la parte settentrionale della Sardegna, corrispondente all'attuale Logudoro) e la Barbària (l'odierna Barbagia), le popolazioni avevano un proprio monarca (che aveva il titolo di "Duce" - dux-) e che pertanto erano statualmente conformate in ducati autonomi, se non anche in regni sovrani. Dalla lettera si evince anche che, nonostante il Cristianesimo fosse ormai affermato in quasi tutto il mondo conosciuto, le popolazioni montane tornavano a praticare una religiosità più antica, manifestata da divinità in pietra e legno (verosimilmente si tratterebbe di bétili e menhir), tipici dell'antica religione nuragica.

## Testo dell'epistola
Cum de gente vestra nemo Christianus sit, in hoc scio quia omni gente tua es melior, tu in ea Christianus inveniris. Dum enim Barbaricini omnes ut insensata animalia vivant, Deum verum nesciant, ligna autem et lapides adorent; in eo ipso quod verum colis, quantum omnes antecedas, ostendis.
Sed Fidem, quam percepisti, etiam bonis actibus et verbis exequi debes, et Christo cui credis, offerre quod praevales, ut ad eum quoscumque potueris adducas, eosque baptizaris facias, et aeternam vitam deligere admoneas.
Quod si fortasse ipse agere non potes, quia ad aliud occuparis, salutans peto, ut hominibus nostris quos illuc transmisimus, fratri scilicet et aepiscopo meo Felici filioque meo Ciriaco servo dei solatiari in omnibus debes, ut dum eorum labores adiuvas, devotionem tuam omnipotenti domino ostendas, et ipse tibi in bonis actibus adiutor siti cuius tu in bono opere famulis solatiaris, benedictionem vero Sancti Petri Apostoli per eos vobis trasmisimus, quam peto ut debeatis benigne suscipere.»
Poiché nessuno della tua gente è Cristiano, per questo so che sei il migliore di tutto il tuo popolo: perché sei Cristiano. Mentre infatti tutti i Barbaricini vivono come animali insensati, non conoscono il vero Dio, adorano legni e pietre, tu, per il solo fatto che veneri il vero Dio, hai dimostrato quanto sei superiore a tutti.
Ma dovrai mettere in atto la Fede che hai accolto anche con le buone opere e con le parole, e al servizio di Cristo, in cui tu credi; dovrai impegnare la tua posizione di preminenza, conducendo a Lui quanti potrai, facendoli battezzare e ammonendoli a prediligere la vita eterna.
Se per caso tu stesso non potrai fare ciò perché sei occupato in altro, ti chiedo, salutandoti, di aiutare in tutti i modi gli uomini che abbiamo inviato lì, cioè il mio "fratello" e coepiscopo Felice e il mio "figlio" Ciriaco, servo di Dio consolatore, e di aiutarli nelle loro mansioni, di mostrare la tua devozione nel Signore onnipotente, e Lui stesso sia per te un aiuto nelle buone azioni come tu lo sarai per i servi consolatori in questa buona opera, e tramite loro ti mandiamo veramente la benedizione di San Pietro Apostolo, che ti chiedo di ricevere con buona disposizione d'animo»
(Gregorio Magno, Epistula ad Hospitonem)